# Seth Abderhalden
Seth Abderhalden (* 18. Januar 1926 in Nesslau; † 20. November 1960 in einem Schneebrett im Säntisgebiet) war ein Schweizer Bergsteiger und Pionier des Extremkletterns in der Schweiz.

## Leben
«Seth Abderhalden war in den Fünfzigerjahren des letzten Jahrhunderts einer der besten und härtesten Bergsteiger Europas», schrieb Alpinist und Politiker Ruedi Schatz in einem Nachruf. «Er lebte für die Berge. Sein ganzes Sinnen war darauf gerichtet und seine ganze Lebensweise war von ihnen bestimmt.»
Abderhalden meisterte die zu seiner Zeit schwierigsten Dolomiten- und Mont-Blanc-Wände, u. a. die Nordwand der Westlichen Zinne, die Westwand der Drus, die Sentinelle Rouge am Mont Blanc. Im Alpstein, im Rätikon, in den Churfirsten und in den Berner Alpen gelangen ihm über 30 meist äusserst schwierige Erstbegehungen.
Seth Abderhalden war Mitglied des Kletterclubs Alpstein KCA und nahm an der 1959 vom KCA und dem Schweizer Alpen-Club organisierten Expedition in die peruanischen Anden teil, wo ihm unter anderem die 3. Besteigung des höchsten Gipfels Perus gelang, des Pumasillo.
Am 20. November starb er in einem Schneebrett im Aufstieg von der Schwägalp zur Tierwies im Gebiet des Säntis. Am Moor im Alpstein und am Grossen Drusenturm im Rätikon gibt es Gedenkrouten für Seth Abderhalden.

## Wichtige Erstbegehungen
- 28. Mai 1954: Zweiter Kreuzberg Südverschneidung mit Max Niedermann
- 12./13. August 1954: Wetterhorn Direkte Nordwand mit Max Niedermann
- 7. August 1957: Höhlenstock Nordwand mit Franz Anderrüthi
- 1957 Grosser Drusenturm Südwestpfeiler. Mit Peter Diener
- 2. Februar 1958: Brisi Südwand. Erste Winterbegehung mit Paul Etter
- 1958: Grosser Drusenturm Südwestwand mit Peter Diener, heute «Seth Abderhalden Gedächtnisführe» genannt.
- 8. Juni 1959: Pumasillo (6050 m), 3. Besteigung mit Franz Anderrüthi